# Karakumosa xinjiang
Espèce
Karakumosa xinjiang est une espèce d'araignées aranéomorphes de la famille des Lycosidae.

## Distribution
Cette espèce est endémique du Xinjiang en Chine,. Elle se rencontre dans le xian de Huocheng.

## Description
Le mâle holotype mesure 22,63 mm et la femelle paratype 36,13 mm

## Systématique et taxinomie
Cette espèce a été décrite par Wang, Yang et Zhang en 2023.

## Étymologie
Son nom d'espèce lui a été donné en référence au lieu de sa découverte, le Xinjiang.

## Publication originale
- Wang, Yang & Zhang, 2023 : « First record of the wolf spider genus Karakumosa from China, with description of a new species (Araneae: Lycosidae). » Acta Arachnologica Sinica, vol. 32, no 2, p. 93-97.